# La Métisse (film, 1934)
Pour l’article homonyme, voir La Métisse.
Pour plus de détails, voir Fiche technique et Distribution.
La Métisse (Behold My Wife) est un film américain en noir et blanc réalisé par Mitchell Leisen, sorti en 1934.
Il s'agit du remake du film muet de 1920 Behold My Wife!.

## Synopsis
Quand ses riches parents refusent qu'il épouse une sténographe, Raymond décide de leur donner une leçon : il part dans l'Ouest et ramène avec lui Sidney, la fille d'un chef indien.

## Fiche technique
- Titre : La Métisse
- Titre original : Behold My Wife
- Réalisation : Mitchell Leisen
- Scénario : Grover Jones et Vincent Lawrence d'après le roman The Translation of a Savage de Gilbert Parker
- Photographie : Leon Shamroy
- Musique : John Leipold
- Producteur : B. P. Schulberg
- Société de production et de distribution : Paramount Pictures
- Pays de production : États-Unis
- Format : noir et blanc - 1,37:1 - son Mono
- Genre : drame
- Durée : 79 min
- Dates de sortie : 
  - États-Unis : 7 décembre 1934
  - France : 13 septembre 193

## Distribution
- Sylvia Sidney : Tonita Storm Cloud
- Gene Raymond : Michael Carter
- Laura Hope Crews : Mme Hubert Carter
- H. B. Warner : Hubert Carter
- Juliette Compton : Diana Carter-Curson
- Monroe Owsley : Bob Prentice
- Ann Sheridan : Mary White
- Charlotte Granville : Mme Sykes
- Kenneth Thomson : Jim Curson
- Dean Jagger : Pete
- Eric Blore : Benson
- Charles Middleton : Juan Storm Cloud
- Rina De Liguoro : comtesse Slavotski

Acteurs non crédités :
- Neal Burns : journaliste dans le train
- Olin Howland : Mattingly
- Lillian Leighton : voisine
- Jack Mulhall : journaliste dans le train
- Pat O'Malley : journaliste dans le train
- Joe Sawyer : Morton, chauffeur de Michael
- Phillips Smalley : homme de la société
- Jim Thorpe : le chef indien
- Nella Walker : Mme Copperwaithe
- Charles C. Wilson : le capitaine de police